# Mikhaïl Lomonossov
Pour les articles homonymes, voir Lomonossov (homonymie).
Mikhaïl Vassilievitch Lomonossov (en russe : Михаи́л Васи́льевич Ломоно́сов), né le 8 novembre 1711 (19 novembre dans le calendrier grégorien) à Denissovka (rebaptisé Lomonossovo en son honneur, aujourd'hui dans le raïon de Kholmogory), près de Kholmogory, dans le nord de la Russie et mort le 4 avril 1765 (15 avril dans le calendrier grégorien) à Saint-Pétersbourg, est un chimiste, physicien, astronome, historien, philosophe, poète, dramaturge, linguiste, slaviste, pédagogue et mosaïste russe.
Patriote convaincu, polymathe enthousiaste, amoureux des sciences, il est professeur à l'Académie des sciences de Saint-Pétersbourg et fondateur de l’université de Moscou (qui porte son nom) ; Alexandre Pouchkine dit même de lui qu’il était « la première université de Russie ».

## Biographie

### Jeunesse
Fils de Vassili Dorofeïevitch Lomonossov, un serf de la Couronne, paysan devenu pêcheur, que très jeune il accompagne fréquemment en mer Blanche, Mikhaïl Lomonossov est précocement attiré par l'étude. Il lit beaucoup, d'abord des livres religieux, puis des ouvrages plus généraux comme La Grammaire slave de Smotritski ou L'Arithmétique de Leonty Magnitsky (en), qui devient son livre préféré,.

« Mon père était un homme de cœur, mais il était très ignorant ; méchante et envieuse, ma belle-mère s'employait à le monter contre moi en lui disant que mes lectures étaient un prétexte pour ne rien faire. C'est pourquoi j'étais souvent obligé de me cacher pour lire et étudier, en me réfugiant dans des endroits isolés et déserts où je souffrais du froid et de la faim… »

— Mikhaïl Lomonossov, Lettre à Ivan Chouvalov du 31 mai 1753.
En décembre 1730, Mikhaïl, âgé de 19 ans, quitte son village natal et se rend à pied à Moscou en suivant un chargement de poisson fumé. Il arrive en janvier 1731 et parvient à s’inscrire à l’Académie slavo-gréco-latine, le seul institut de formation supérieure de Moscou, en se faisant passer pour l'un des fils d'un noble de Kholmogory (les paysans n’avaient pas accès aux études). Il y étudie le latin, le slavon, la versification, la rhétorique, la philosophie et la théologie. De plus, il apprend seul le grec ancien pour pouvoir lire les auteurs de l'Antiquité. Malgré des conditions matérielles extrêmement difficiles (il ne reçoit pratiquement aucun soutien financier de son père), et les moqueries de ses camarades de classe beaucoup plus jeunes que lui, il réussit en cinq ans le cursus des études, qui en demande habituellement huit.

« D'une part, mon père, qui n'avait pas d'autres enfants, disait que, fils unique, j'avais abandonné les biens qu'il avait amassés pour moi en peinant dur et qu'après sa mort ils seraient dilapidés par des étrangers. D'autre part, une pauvreté inouïe, avec une bourse d'un altyne par jour, il était impossible de dépenser plus d'un demi-kopeck pour le pain, un autre demi pour le kvas et le reste pour le papier, les chaussures et autres besoins… Et puis les écoliers, les petits enfants qui criaient : « Regardez cette grande bête de vingt ans qui est venue pour apprendre le latin…». »

— Mikhaïl Lomonossov.
Dans l'espoir de bénéficier d'études plus proches de ses intérêts scientifiques, Lomonossov fait une demande pour étudier à Kiev. Déçu, il revient à Moscou en 1734.
À la fin de ses études à l'Académie slavo-gréco-latine, en 1735, le Sénat remarque ses brillants résultats et l'envoie avec douze de ses condisciples à l'Académie des sciences de Saint-Pétersbourg, précisément à un moment où l'étudiant commence à douter de l'utilité de ses efforts. Mais le séjour dans la « capitale du Nord » est de courte durée, à peine sept mois. Une bourse d’étude est offerte à trois étudiants de l'Académie pour aller étudier la métallurgie et la science moderne en Allemagne. Parmi les élus, Lomonossov ; les deux autres sont Gustav Ulrich Raiser et Dimitri Vinogradov.

### Dans les universités allemandes

#### Marbourg
Le 19 septembre 1736, les trois boursiers embarquent sur le Ferbobote à Kronstadt ; ils arrivent à Marbourg le 3 novembre 1736 via Travemünde, Lübeck, Hambourg, Minden, Cassel. Ils s'inscrivent à l'université de Marbourg. Lomonossov loge chez le vice-directeur de l'université, le professeur Christian Wolff, dont il suit assidûment les cours de philosophie. Il étudie également les mathématiques et les sciences physiques et la chimie, une science encore rudimentaire à l'époque, auprès du professeur Justin Druysing, qui ne tarit pas d'éloges à son endroit.

« Jeune homme très doué, Mikhaïl Lomonossov, dès son arrivée à Marbourg, a fréquenté régulièrement mes cours de mathématiques, de philosophie et surtout ceux de physique et cherche toujours passionnément à approfondir ses connaissances. Je ne doute pas, s'il poursuit ses études avec la même application, qu'il pourra, avec le temps, être utile à son pays, ce que je souhaite de mon cœur. »

— Justin Druysing, Lettre au baron Korff.
En quelques mois, le jeune homme apprend également l'allemand et le français.

#### Freiberg
De juillet 1739 à mai 1740, Lomonossov est inscrit à l'École des mines de Freiberg, en Saxe, pour y étudier la métallurgie. Il suit les cours de Johann Friedrich Henckel (de), un praticien de la vieille école qui n'hésite pas à proclamer : « l'alchimie est la chimie par excellence ». Les rapports avec Henckel ne sont pas bons : apparemment par cupidité, celui-ci renâcle à verser leurs bourses aux trois étudiants qui ont, semble-t-il, laissé quelques dettes à Marbourg.
Cependant, Lomonossov se consacre de plus en plus à la littérature et s'intéresse beaucoup à la versification. Sous l’influence de la poésie allemande, il conclut que le développement de la littérature russe est impossible sans réforme de la langue et des règles de versification. En 1739, sur les conseils de W. Junker, professeur de philosophie politique et morale à Freiberg, il écrit ses Lettres sur les règles de la versification russe accompagnées d’un exemple : Ode sur la victoire sur les Turcs et les Tatars et sur la prise de Khotine, qu'il dédie à l'impératrice Anna Ivanovna. Les deux textes font une grande impression auprès de l'Académie. Fondant sa métrique sur le principe syllabo-tonique (au lieu de l'ancienne prosodie syllabique), l'auteur affirme que le vers peut être binaire ou tertiaire, dont le dactyle. Il mélange rimes masculines et rimes féminines.
Junker fait aussi part à l'étudiant russe de ses résultats sur le traitement du sel, la fabrication de la faïence, de la porcelaine et de la verrerie.
Au printemps 1740, la querelle avec son professeur s'envenimant, Lomonossov cesse de suivre les cours et quitte Freiberg sans en prévenir l'Académie de Pétersbourg. 
Le retour en Russie s'avère compliqué, car Lomonossov est sans le moindre sou. Ses tentatives de contacter l'ambassadeur de Russie à Leipzig et Kassel échouent. L'ancien étudiant tente alors vainement de rejoindre Arkhangelsk par bateau au départ de Rotterdam et de La Haye. Suit une mésaventure digne du Candide de Voltaire : alors qu'il retourne à Marbourg, Lomonossov entre en contact avec des soldats du roi de Prusse en Westphalie. Ceux-ci le saoûlent et l'enrôlent dans l'armée prussienne : Lomonossov est envoyé à la forteresse de Wesel. Il parvient cependant à s'évader et revient à Marbourg. Il prend contact avec l'Académie de Pétersbourg, l'Académie lui fournit l'argent pour rentrer en Russie.
Durant son séjour, Lomonossov a fait la connaissance d'Élisabeth Christine Zilch, la fille de sa logeuse et d'un marguillier, qu'il épouse le 6 juin 1740, mais qui reste en Allemagne jusqu'en 1743.
Après cinq ans d'absence, il arrive à Pétersbourg le 8 juillet 1741,.

### Un moujik académicien

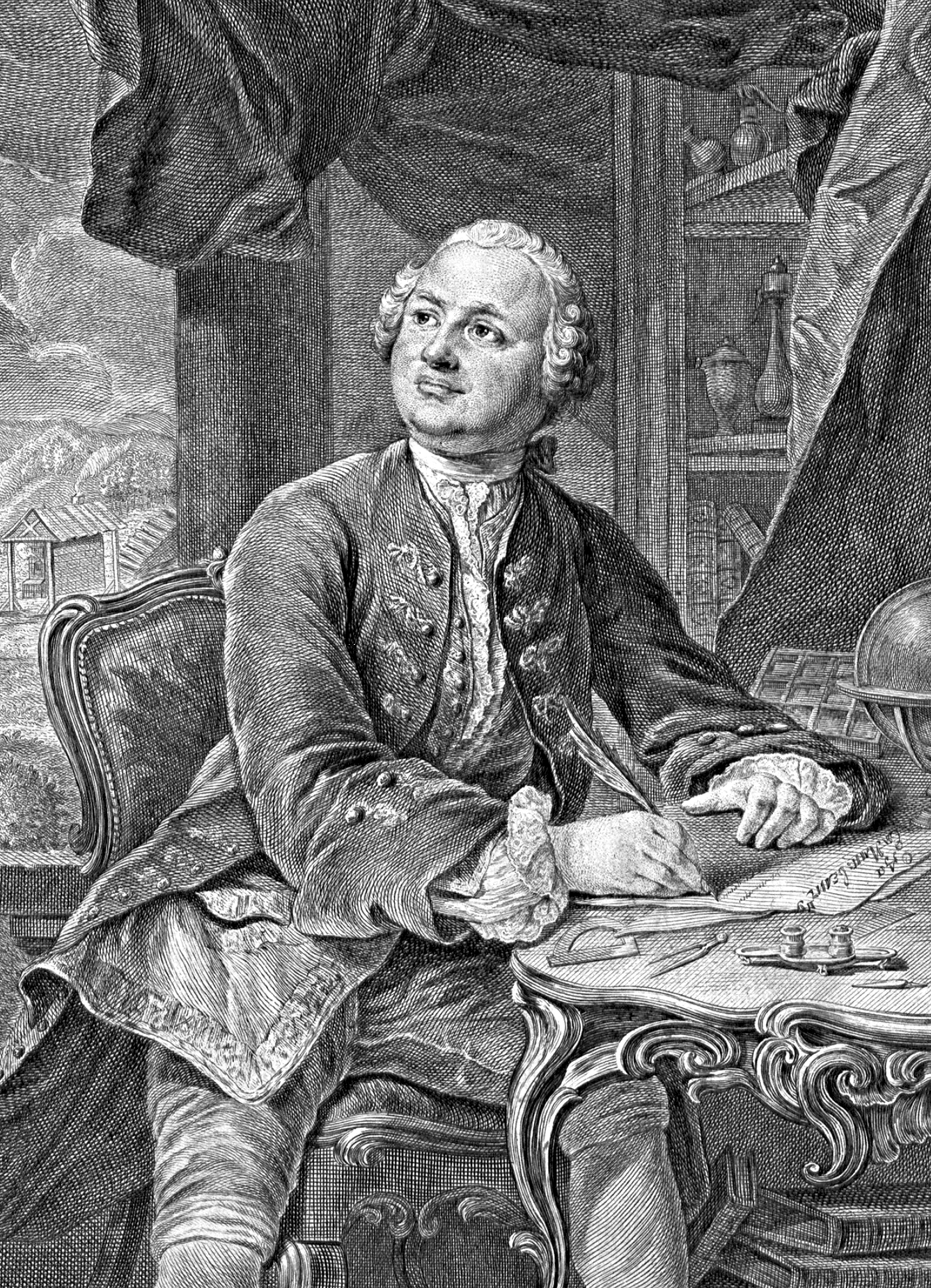
Mikhail Lomonossov, 1757

En 1741, il est nommé sans affectation précise à l’Académie des sciences de Saint-Pétersbourg. Pour l'occuper, on lui donne à terminer un Catalogue des minéraux et des traductions d'articles allemands pour la première revue scientifique populaire russe, la Gazette d'information. En 1742, il est nommé « adjoint » dans la section de Physique. Son salaire de 360 roubles paraît très modeste, mais lui permettrait une existence décente, s'il était régulièrement payé, ce qui n'est pas le cas. L'institution est alors en pleine décadence et voit le nombre de ses élèves chuter. Le règne désastreux d'Anna Ivanovna a en effet donné le contrôle du pouvoir au favori - et amant de l'impératrice -, Ernst Johann von Biron, et permis la montée en force d'un « parti allemand » dans tous les rouages de l'État. Lomonossov entre alors en conflit ouvert avec la direction de l'Académie, en particulier avec le conseiller Schumacher, à qui il reproche son passéisme. La réaction de Lomonossov est aussi bien « patriotique » que scientifique. Au départ, le conflit est violent - Lomonossov, fils de moujik, n'a pas de titre et s'oppose frontalement à l'incompétente coterie aristocratique qui contrôle l'Académie. Son manque de diplomatie et son tempérament violent lui valent d'ailleurs plusieurs blâmes et même quelques mois de prison (de mai 1743 à janvier 1744).
La prison et l'arrivée de son épouse à Saint-Pétersbourg semblent avoir quelque peu calmé le virulent professeur. En prison, Lomonossov a composé deux odes (Méditations du matin et du soir sur la grandeur divine), qu'il a l'habileté d'envoyer à la nouvelle impératrice Élisabeth Petrovna. Son talent poétique est salué à la cour. Sur ordre  de l'impératrice Élisabeth, il est libéré  alors que triomphe le « parti russe ». Ivan Chouvalov - cousin du tout-puissant Pierre Ivanovitch Chouvalov, favori de l'impératrice - prend la direction de l'Académie, mais Lomonossov doit attendre plus d'un an sa nomination comme professeur. Il écrit alors une Rhétorique, un mémoire sur l'Action des dissonants chimiques en général et des Réflexions sur la cause de la chaleur et du froid. En 1745, à bout de patience, Lomonossov écrit sa requête directement à l'impératrice, qui vient de s'installer à Saint-Pétersbourg. La chaire de chimie (jusqu'alors jumelée avec celle de botanique) est vacante et sa demande reçoit un accueil favorable. Le 14 juin 1745, Lomonossov prononce sa leçon inaugurale à l'Académie sur l'Éclat des métaux.
En plus, Lomonossov est apprécié à la cour impériale dont il devient le poète officiel : c'est lui qui est chargé de rédiger l'ode pour célébrer le mariage de Pierre Fiodorovitch, héritier présomptif du trône, avec la princesse allemande Sophie d'Anhalt-Zerbst en août 1745.
Depuis lors, Lomonossov poursuit son activité sur deux axes principaux : son enseignement à l'Académie et un important travail de publication d'écrits scientifiques. De plus, malgré trois refus et l'opposition de son ennemi, Schumacher, il finit par obtenir la construction d'un laboratoire de chimie, un outil qui lui tient particulièrement à cœur et dont l'édification est lancée le 7 août 1748 pour s'achever au début 1749. Jusqu'en 1752, selon son Journal de laboratoire, Lomonossov y réalise plus de 4 000 expériences.
Sa fille Hélène naît en 1750.
En 1751, le succès de ses deux tragédies auprès de la cour lui vaut d'être nommée conseiller de sixième classe. Pourtant, malgré les pressions de ses mécènes qui le poussent à se consacrer uniquement à la littérature, il refuse d'abandonner son travail scientifique.

« En ce qui concerne mes travaux de physique et de chimie, il me semble qu'il n'est ni nécessaire, ni possible pour moi de les abandonner. Tout homme a besoin de repos après son travail ; c'est pourquoi, quittant les affaires dont il s'occupe, il passe son temps de loisir avec des amis ou dans sa famille, fume, joue aux cartes, aux dames ou à d'autres distractions auxquelles j'ai depuis longtemps renoncé, car elles ne m'ont jamais procuré autre chose que de l'ennui. J'espère donc qu'il me sera permis, à moi aussi, pour me reposer des travaux relatifs à la composition et à la rédaction de l'Histoire de Russie et à l'embellissement de la langue russe, de me libérer quelques heures par jour pour les consacrer aux expériences de physique et de chimie au lieu de jouer au billard. »

— Mikhaïl Lomonossov, Lettre du 4 janvier 1753.
Le 26 juillet 1753 (6 août dans le calendrier grégorien), l'ami et collègue de Lomonossov, Georg Wilhelm Richmann, est accidentellement tué par la foudre lors d'un fort orage. Le 25 novembre 1753, Lomonossov prononce en public un Discours sur les phénomènes aériens provenant de la force électrique.
En 1755 paraît son Traité de grammaire russe après plusieurs années de travaux. C'est la première grammaire en russe, langue que l'auteur défend avec ardeur.

« Maîtresse de plusieurs langues, la langue russe n'est pas seulement supérieure à toutes celles d'Europe par l'étendue des pays où elle règne, elle l'est aussi par son ampleur et par sa richesse propres. Cela semblera incroyable aux étrangers et à certains Russes d'origine qui ont plus consacré leurs travaux aux langues étrangères qu'à la leur. Mais celui qui, non influencé par les hautes opinions établies sur ces langues étrangères portera sur la langue russe son intelligence et s'appliquera à l'approfondir, sera d'accord avec moi.
L'empereur Charles Quint disait qu'il convient de parler espagnol avec Dieu, français avec les amis, allemand avec les ennemis, italien avec les femmes. Mais s'il avait connu la langue russe, il aurait certainement ajouté qu'elle convient pour parler à tous, car il lui aurait trouvé la splendeur de l'espagnol, la vivacité du français, la force de l'allemand, la douceur de l'italien, sans compter la richesse et la puissante concision du grec et du latin. […] La vigoureuse éloquence de Cicéron, la magnifique plénitude de Virgile, le charme fleuri d'Ovide ne perdent point leur qualité en russe. Les imaginations et les raisonnements les plus subtils, les diverses propriétés naturelles et les changements qui interviennent dans la structure visible du monde et dans les conditions humaines trouvent chez nous une langue qui leur convient et le mot qui les exprime ; et, s'il est des choses que nous ne pouvons définir exactement, ce n'est point notre langue qu'il faut accuser, mais notre incapacité de nous en servir. »

— Mikhaïl Lomonossov, Dédicace de la « Grammaire russe » à l'impératrice Élisatbeth Petrovna, 1755.
Selon Lomonossov, la langue russe est autant qu'une autre apte à rendre « les intuitions et les raisonnements les plus subtils des philosophes ».
En 1755 également est édité son célèbre traité Sur l'utilité des livres d’église, dans lequel il pose les premiers jalons de la future langue russe littéraire (décrite par des normes et grammaticalement correcte) :
- il déconseille l'emploi de vocables étrangers ou barbares.
- il prône un retour à la langue russe telle qu'elle a été modelée.
- il veut garder le vieux vocabulaire ecclésiastique mais éviter les mots désuets.

En 1758, il termine la première partie de l'Histoire des origines de la Russie, commencée en 1753. L'ouvrage (en russe) est publié en 1764 et largement diffusé ; il est traduit en allemand par d'Holbach en 1768, puis en français en 1769.

### Création de l'université de Moscou
Toujours en butte à l'hostilité d'une partie de la direction de l'Académie de Saint-Pétersbourg, Lomonossov se lance dès 1754 énergiquement dans un projet qui lui tient à cœur de longue date, la fondation de l'université de Moscou. L'université est inaugurée en 1755 en présence de l'impératrice Élisabeth. Tout le mérite en revient à Élisabeth et à Ivan Chouvalov, « le mécène du Nord ». Le nom de Lomonossov n'est même pas prononcé, mais comme en témoigne sa correspondance, il est la cheville ouvrière du projet. Il se montre préoccupé non seulement de l'aspect didactique, mais également de l'aspect organisationnel. Sa volonté d'ouvrir l'institution le plus largement possible à toutes les couches de la population n'est pourtant pas respectée.

### Conseiller de l'Académie de Saint-Pétersbourg
Le 1er mars 1757, Lomonossov, célèbre même à l'étranger, est nommé membre du conseil académique, c'est-à-dire du secrétariat de l'Académie. Il codirige l'institution avec un Schumacher vieilli et désormais discrédité : de fait, il est seul maître à bord. Lomonossov s'installe sur l'île Vassilievski et se fait construire un laboratoire dans sa propre maison. Il réorganise profondément l'Académie et le gymnase qui y donne accès, deux institutions dont il a été nommé directeur en 1758.
En 1761, à l'occasion du transit de Vénus, un phénomène astronomique rarissime qui passionne l'Europe de l'époque et auquel il consacre un de ses écrits, Lomonossov découvre l'atmosphère de Vénus,, (effet « Lomonossov »).

### Déclin et mort

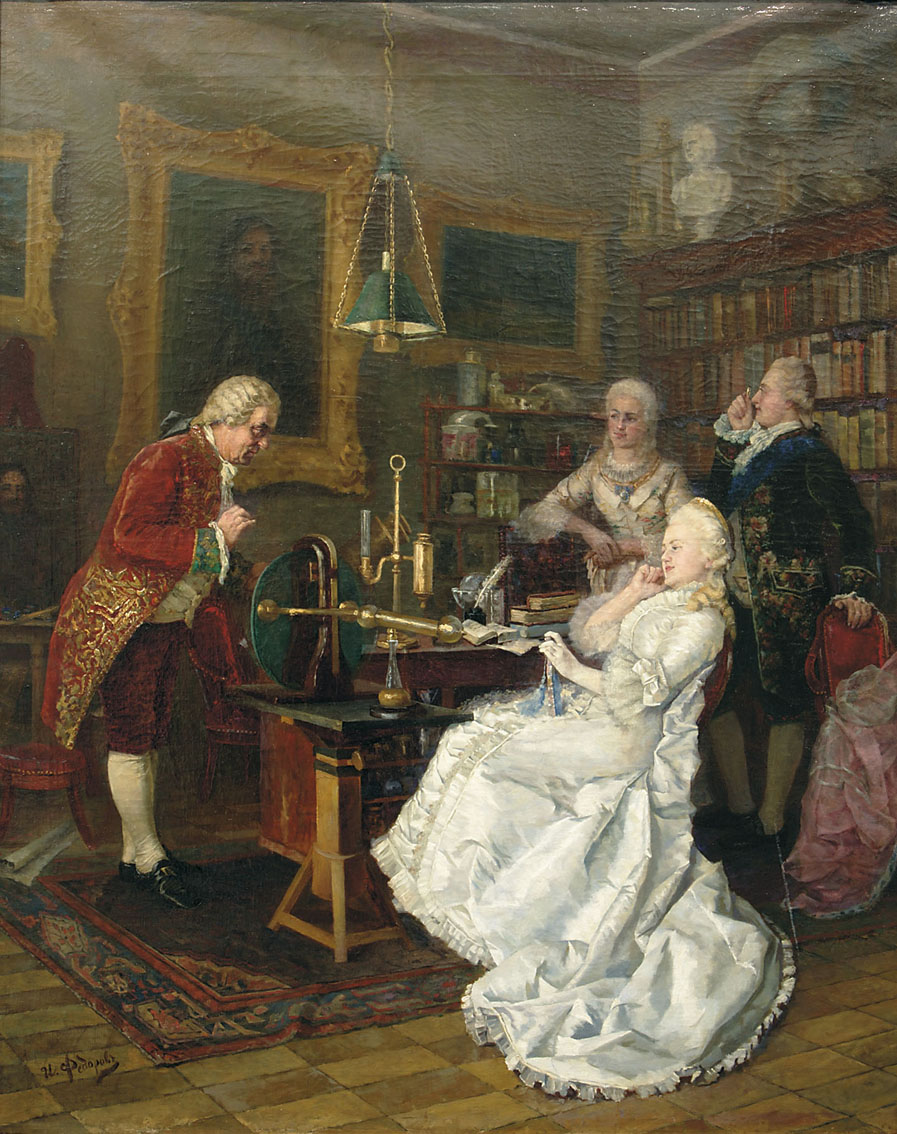
Catherine II chez Lomonossov en 1764.

La mort de l'impératrice Élisabeth le 25 décembre 1761 marque la fin d'une époque pour l'académicien. L’arrivée au pouvoir en 1762 de Catherine II marque le retour en force du « parti allemand ». Vorontzov et Chouvalov sont en disgrâce et sont remplacés par Taubert. Le vieux directeur voit l'opposition à ses projets de réforme se renforcer. Les adversaires de Lomonossov l'accusent d'ivrognerie et cherchent à obtenir la démission du savant, devenu membre des académies de Suède (1760) et de Bologne (1764). Catherine II, la « Sémiramis du Nord » est soucieuse de son image dans l'Europe des Lumières, et refuse finalement cette démission. En 1763, elle décrète la destitution de Lomonossov, un oukase qu'elle annule la semaine suivante. En 1764, l'impératrice fait une visite de courtoisie à Lomonossov et daigne admirer ses travaux de mosaïques. Cependant, Lomonossov est écarté.
Sa dernière année voit sa santé chanceler sérieusement. Au début 1765, il prend froid et son état empire de jour en jour.

« Mon ami, je sais que je vais mourir et j'envisage tranquillement la mort. Je regrette seulement de n'avoir pu réaliser tout ce que j'ai entrepris pour le développement des sciences et la gloire de l'Académie ; et maintenant, à la fin de ma vie, je vois que toutes mes entreprises vont disparaître avec moi. »

— Mikhaïl Lomonossov, Lettre à l'académicien Chtéline, printemps 1765.
L'encyclopédiste meurt le 4 avril 1765 (15 avril dans le calendrier grégorien). Le lendemain de sa mort, Catherine II fait enlever de sa maison tous les papiers du savant, et les fait détruire.
Le pouvoir comprend vite l'intérêt du personnage pour sa  communication et essaie d'en faire un chantre de la monarchie. En 1768, une édition de ses Œuvres choisies est publiée par l'université de Moscou, édition soigneusement expurgées des textes les plus critiques : Hymne à la barbe, Lettres à Chouvalov sur la création de l'université de Moscou et L'accroissement et la protection du peuple russe.
Mikhaïl Lomonossov repose au cimetière Saint-Lazare de Saint-Pétersbourg.
Le troisième étage de la Kunstkamera (pour le reste, un musée d'ethnographie) à Saint-Pétersbourg lui est consacré.

## La théorie des trois styles
Sa Théorie des trois styles est une tentative de normaliser la langue russe :
- le style élevé contient des mots de vieux-slave et de la langue vernaculaire et est destiné aux odes, tragédies, poèmes héroïques et discours.
- le style moyen contient des mots de vieux-slave, est parlé par la noblesse et est destiné à la correspondance entre érudits, aux pièces dramaturgiques, élégies et satires.
- le style bas contient des mots de la langue russe et est le langage du peuple, destiné aux comédies et épigrammes.

Il est cependant le premier à mélanger les trois styles dans ses œuvres.
Toutes ces études théoriques sont une démarche démocratique : Lomonossov reste dans l’ambiance de la philosophie des Lumières, son rêve est d’élever la Russie au niveau culturel des autres nations d’Europe. Il a aussi écrit des articles de vulgarisation scientifique, traduit et adapté des grands poètes de l’Antiquité et contemporains.

## Œuvres

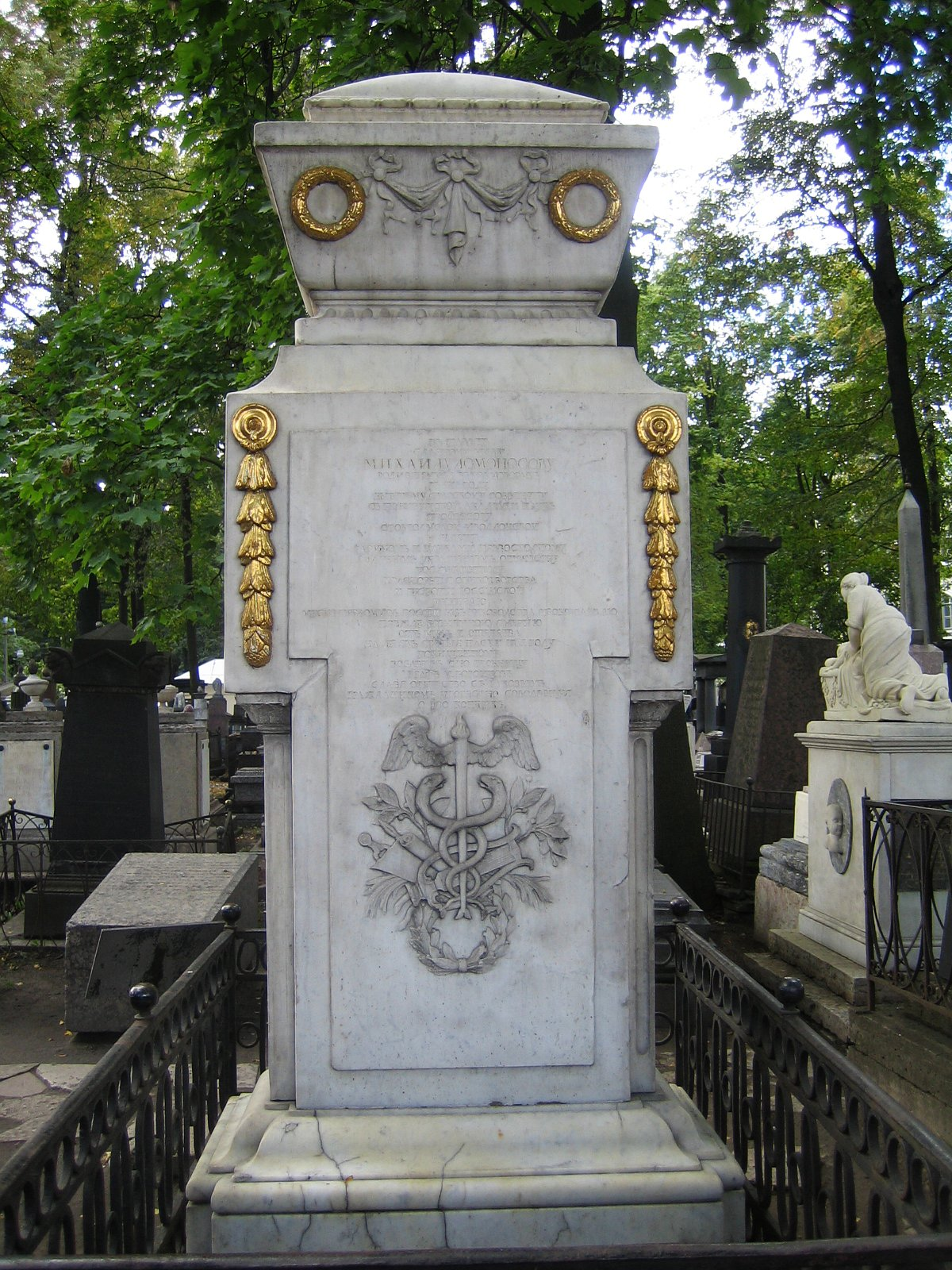
Tombeau de Lomonossov au cimetière Saint-Lazare à Saint-Pétersbourg.

Les écrits de Lomonossov sont rédigés en latin, en russe et en vieux russe.
- 1741 : Éléments de chimie mathématique (texte en latin écrit juste après le retour de Marbourg, inachevé et non publié[38].)
- 1742-1743 : 276 notes sur la physique et la philosophie corpusculaire (en latin)
- 1742-1744 : Essai d'une théorie sur les particules insensibles des corps et sur les causes des particules particulières (en latin)
- 1743 : Ode sur la méditation du matin et ode sur la méditation du soir (en russe)[N 11]
- 1744 : Réflexion sur la cause de la chaleur et du froid (en latin)
- 1745 : Introduction à la « Physique expérimentale » de Wolff (en russe)
- 1747 : Précis d'éloquence (en russe)
- 1747 : Ode sur le jour de l'accession au trône de toutes les Russies de Sa Majesté l'Impératrice Élisabeth Petrovna
- 1748 : Note sur la pesanteur des corps et l'existence de toute éternité du mouvement premier (en latin, traduit en russe du vivant de Lomonossov)
- 5 juillet 1748 : Lettre à Leonhard Euler (en latin)
- 1748 : Essai de théorie sur la force élastique de l'air (en latin)
- 1749 : Naissance et origine du salpêtre (en latin)
- 1750-1751 : deux tragédies :
  - Tamire et Séline
  - Démophonte
- 1751 : Ode à Élisabeth
- 1751 :  Discours sur l'utilité de la chimie (en russe et en latin)
- 1752 : Épître sur l'utilité du verre (en russe, publié en 1753)
- 1752 : Introduction au cours de chimie physique (en latin)
- 1753 : Discours sur les phénomènes aériens tirant leur origine de la force électrique (discours prononcé en russe, brochure séparée en latin)
- 1754 : Dissertation sur les devoirs des journalistes dans l'exposé qu'ils donnent des ouvrages destinés à maintenir la liberté de philosopher (en russe et en français)
- 1754-1757 : Grammaire russe (première grammaire en russe[39])
- 1754-1757 : Histoire de l'ancienne Russie : des origines du peuple russe à la mort du Grand-duc Iaroslav Ier (en russe, traduction en allemand, puis en français)
- 1756 : Théorie de l'électricité exposée d'après la méthode mathématique (en russe et en latin)
- 1756 : Discours sur l'origine de la lumière présentant une nouvelle théorie des couleurs (en russe, traduction en latin ultérieure)
- 1757 : Discours sur la naissance des métaux par les tremblements de terre (en russe et en latin)
- 1757 : Hymne à la barbe (en russe)[N 12]
- 1759 : Réflexions sur une plus grande précision de la voie maritime (en russe et en latin)
- 1760 : Réflexions sur l'origine des montagnes de glace dans les mers nordiques (Destiné à l'Académie des sciences de Suède, l'original en latin a été perdu, traductions en suédois et allemand. La traduction russe date de 1934)
- 1760 : Reflexions sur la solidité et la fluidité des corps (en russe et en latin)
- 1761 : Passage de Vénus devant le Soleil observé par l'Académie des Sciences de Pétersbourg (publications séparées en russe et en allemand)
- 1761 : De l'accroissement et de la protection du peuple russe
- 1763 : Premières bases de la métallurgie (le premier travail de Lomonossov, écrit en 1741, paraît pour la première fois en 1763[40]) et Couches terrestres (en russe)
- 1763 : Courte description des voies maritimes dans les mers nordiques et indications d'un passage possible dans l'océan Indien vers les Indes orientales (en russe)

## Hommage
- Au dernier chapitre du Voyage de Pétersbourg à Moscou (1790), l'écrivain russe Alexandre Radichtchev lui rend un vibrant hommage.
- La ville d'Oranienbaum, où est né Igor Stravinsky (1882-1971), et près de laquelle Lomonossov avait installé une fabrique de verre coloré, a été renommée Lomonossov.
- Un minéral, la lomonosovite, trouvé en 1950 dans le massif des Khibiny a été nommé en son honneur.
- L'Université d'État de Moscou (MGU) porte le nom de Lomonossov, qui en est le cofondateur.
- L'astéroïde (1379) Lomonosowa a été nommé en hommage.
- Un satellite russe d'observation des rayons cosmiques de haute énergie, dont le lancement a eu lieu en 2016 depuis le cosmodrome Vostotchny, porte son nom[41].
- La première centrale nucléaire flottante russe (2010), porte le nom d'Akademik Lomonossov, et contient les réacteurs nucléaires Akademik Lomonossov 1 et Akademik Lomonossov 2 (300 MW).
- L'Akademik Lomonossov est au centre d'un texte et d'un spectacle poétique Nouveau Noum (2013) de Jean-Baptiste Cabaud[42] avec le groupe Saint-Octobre[43].